# کرتارو
کرتارو(به اسپانیایی: Querétaro) یکی از سی و یک ایالت مکزیک است که ۱۸ زیر بخش دارد و مرکز آن شهر کرتارو است.
این ایالت در شمال-مرکز مکزیک واقع است. در ناحیه‌ای است که به باخیو معروف است. مرزهای آن از سان لوئیس پوتوسی از شمال، گوآناخوآتو از از غرب، هیدالگو از شرق، مخیکو از جنوب شرق و میچوآکان از جنوب غرب است.
کرتارو از کوچکترین ایالت‌های مکزیک است اما تنوع آب‌وهوایی گسترده‌ای در آن یافته می‌شود.

## نگارخانه

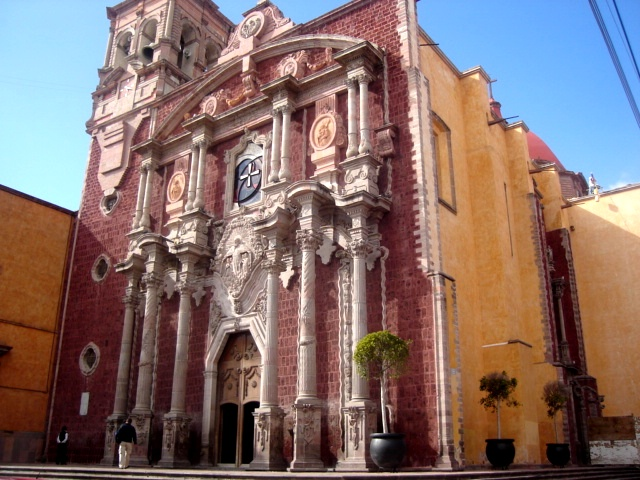
کلیسای جامع شهر کرتارو، مرکز کرتارو